# Ptilodactyla militaris
Ptilodactyla militaris là một loài bọ cánh cứng trong họ Ptilodactylidae. Loài này được Chevrolat miêu tả khoa học năm 1870.